# I racconti dei Vedovi Neri
I racconti dei Vedovi Neri (Tales of the Black Widowers) è una raccolta di racconti gialli di Isaac Asimov, che raccoglie i primi racconti dedicati ai Vedovi Neri. La raccolta dei racconti venne pubblicata per la prima volta nel 1974, mentre molti dei racconti erano già stati pubblicati sulla rivista Ellery Queen's Mistery Magazine.

## Elenco dei racconti
- La risatina ghiotta
- F come fasullo
- A dire il vero
- Và, librettino!
- Domenica mattina presto
- Il fattore ovvio
- Il dito puntato
- Miss Chi?
- La ninnananna di Broadway
- Yankee Doodle andò in città
- Una curiosa omissione
- Fuori vista

## Edizioni
- Isaac Asimov, Il club dei Vedovi Neri, Sonzogno, 1975.
- Isaac Asimov, I racconti dei Vedovi Neri, traduzione di Mario Fois, Minimum fax, 2006,  p. 263, ISBN 88-7521-102-7.